# Syspira cimitarra
Espèce
Syspira cimitarra est une espèce d'araignées aranéomorphes de la famille des Miturgidae.

## Distribution
Cette espèce est endémique de République dominicaine. Elle se rencontre dans les provinces de La Vega, de Peravia et de Barahona.

## Description
Le mâle holotype mesure 9,3 mm et la femelle paratype 11,5 mm.

## Publication originale
- Brescovit, Sánchez-Ruiz & Bonaldo, 2018 : « On the spider genus Syspira Simon, 1895 (Araneae: Miturgidae) in the Caribbean: four new species from Dominican Republic. » Zootaxa, no 4370(1), p. 57-76.